# Botryobasidium pilosellum
Botryobasidium pilosellum é uma espécie de fungo pertencente à família Botryobasidiaceae.